# Mikael Törnwall
Mikael Törnwall, född 29 november 1964 i Mariehamn, är en svensk författare och journalist. Han bor sedan 1979 i Sverige. Mellan åren 2002 och 2013 arbetade han på Dagens Industri och var bland annat tidningen USA-korrespondent under fyra år. Han har bland annat jämfört Bitcoin med "tulpanbubblan" och att det är en valuta som saknar förankring i den reella ekonomin.

## Karriär
Mikael Törnwall har arbetat som journalist sedan 1980-talet, bland annat på IT-tidningen Computer Sweden och den dagliga affärstidningen Finanstidningen.
Mellan 2002 och 2013 var han anställd på Dagens Industri. Mellan 2007 och 2011 var han tidningens korrespondent i USA, där han skrev boken USA vid ett vägskäl.
År 2014 kom han ut med debattboken Vem ska betala för välfärden, som tar upp frågan om välfärdens finansiering, också den på Bokförlaget Atlas.

### Fotnoter
1. ↑  Törnwall, Mikael. ”Bitcoins värdeökning: Tulpanbubbla fast utan blommor (SvD Premium)”. SvD.se. https://www.svd.se/bitcoins-vardeokning-tulpanbubbla-fast-utan-blommor. Läst 1 september 2017.